# قرار مجلس الأمن التابع للأمم المتحدة رقم 817
قرار مجلس الأمن التابع للأمم المتحدة رقم 817، المعتمد ب الإجماع في 7 أبريل 1993، وبعد دراسة طلب الانضمام إلى عضوية جمهورية مقدونيا في الأمم المتحدة، أوصى المجلس الجمعية العامة بأن تقبل بعضوية مقدونيا في الأمم المتحدة، وأن يشار مؤقتا إلى هذه الدولة، لجميع الأغراض داخل الأمم المتحدة بأنها «جمهورية مقدونيا اليوغوسلافية السابقة»، ريثما يتم تسوية الخلاف الذي نشأ بشأن اسم الدولة.
ومع ذلك، لاحظ المجلس أيضا الاختلافات التي نشأت بشأن اسم الدولة ورحب بالرؤساء المشاركين للجنة التوجيهية للمؤتمر الدولي المعني بيوغوسلافيا السابقة لجهودهم الرامية إلى تسوية النزاع. ولهذا السبب، قرر المجلس أنه ينبغي قبول الدولة بالاسم المؤقت «لجمهورية مقدونيا اليوغوسلافية السابقة» إلى أن يحل النزاع.

## وصلات خارجية
- نص القرار في undocs.org